# Gospodarka naturalna
Gospodarka naturalna – gospodarka opierająca się na naturalnym podziale pracy i nastawiona na zaspokojenie własnych potrzeb konsumpcyjnych. Podstawą jej organizacji i funkcjonowania były zwyczaje i tradycje, a nie prawo własności.
W gospodarce naturalnej nie występują takie pojęcia jak wymiana handlowa oraz rynek w rozumieniu kapitalistycznym, ponieważ producent (rodzina, ród, mniejsza społeczność lokalna) jest jednocześnie konsumentem wytworzonych przez siebie produktów. Istnieć może jedynie drobna i sporadyczna wymiana pomiędzy członkami wspólnoty i wyłącznie w jej obrębie.
Gospodarka ta występowała wyłącznie w okresie wspólnoty rodowej, a także w starożytności, średniowiecznym feudalizmie i wczesnej nowożytności.
Współcześnie niemal każda struktura gospodarcza jest w mniejszym lub większym stopniu uzależniona od wymiany własnych produktów na produkty innych gospodarek. Współczesny przykład gospodarki zbliżonej do naturalnej to gospodarstwo rolne.